# Ми (роман)
«Ми» — роман-антиутопія Євгена Замятіна, що був написаний 1920 року.
Роман написаний у формі щоденника, який веде головний герой. Дія розгортається у XXVI сторіччі. Описується суспільство жорсткого контролю над особистістю, де імена і прізвища замінені буквами і номерами, а держава контролює навіть сексуальне життя. Суспільство, ідейно засноване на сайнтизмі і запереченні фантазії, керується «виборним» на безальтернативній основі «Добродійником».
В Росії роман не було опубліковано: сучасники сприйняли його як злу карикатуру на соціалістичне й комуністичне суспільство майбутнього. Наприкінці 1920-х років Замятіна стала цькувати літературна влада. «Літературна газета» тоді писала: «Є. Замятін має зрозуміти ту просту думку, що країна, де будується соціалізм, може обійтись без такого письменника».
Роман «Ми», був добре відомий читачам Чехословаччини, США і Франції, де його опублікували ще у 1920-х, в СРСР опублікований лише у 1988 році.
Роман вплинув на творчість Джорджа Орвела.

## Сюжет
Головний герой роману Д-503, від імені якого ведеться оповідь, вважає життя суспільства Єдиної Держави цілком нормальним, а себе — абсолютно щасливою людиною. Він працює над будівництвом гігантського космічного корабля «Інтеграл», покликаного підкорити «благодійному ярму розуму» жителів сусідніх планет, що перебувають в «дикому стані волі». Але знайшлися люди, незадоволені існуючим станом справ і бажаючі вести боротьбу з порядками, установленими в Єдиній Державі. Вони створюють змову з метою захоплення космічного корабля, для чого вирішують використати можливості Д-503.
У цей час головний герой знайомиться із жінкою, до якої незабаром починає відчувати незвичайні, надзвичайні почуття, про які він до цього не знав. Ці почуття його далекі предки назвали б любов'ю. Його любов — жінка «номер» І-330 — не просто «номер», у ній збереглися звичайні людські почуття, природність і індивідуальність. Для Д-503 це настільки нове, зненацька й не знайоме, що він не знає, як далі поводитися в даній ситуації. Разом з улюбленою жінкою він відвідує Древній Будинок, бачить живу природу за Стіною. Все це приводить до того, що Д-503 занедужує найнебезпечнішою хворобою в Єдиній Державі — у нього з'являється душа.
У підсумку змову придушують, І-330 гине в інструменті для катувань Дзвоні, а головний герой після операції з видалення фантазії, яку примусово проводять усім людям, одержує назад загублений спокій і «щастя».

## Історія
Роман було написано в останні роки Громадянської війни, коли було вже зрозуміло, що влада залишиться в руках більшовиків. У цей час суспільство хвилювало питання про те, яке майбутнє чекає Росію, і багато письменників і суспільних діячів намагалися дати на нього свою відповідь.
Серед них був і Євгеній Замятін, що представив власний погляд на проблему у своєму романі-антиутопії «Ми». Під час революції і Громадянської війни він був близьким до лівих есерів, і це відбилося на творі — «четверта революція», за яку борються повстанці у творі, виразно перегукується з концепцією «третьої революції» анархістів і лівих есерів.
Замятін показав читачу суспільство майбутнього, що з'явилося результатом таких дій, де людина тільки гвинтик у бездушній машині Єдиної Держави, позбавлений волі, душі й навіть імені; де проголошуються теорії про те, що «несвобода» — щире «щастя», природний стан для людини, що загубили своє «я» і є незначною частиною всеохопного безособового «ми». Все життя громадян Єдиної Держави суворо регламентовано й відкрито для загального огляду, що було зроблено для ефективності забезпечення державної безпеки. Отже, перед нами гіперболізована тоталітарна держава. Певні аспекти, описані Замятіним, були втілені в Радянському Союзі, для якого був характерний примат держави над особистістю, примусовий колективізм і придушення легальної діяльності опозиції.

## Лейтмотиви твору
У своєму романі Євгеній Замятін піднімає ряд найважливіших для людства проблем. Найголовніша з них — зміст щастя й способи його досягнення. Автор стверджує, що щастя, побудоване штучним шляхом, не є щастям і являє собою лише ілюзію.
Інша важлива проблема, розглянута в романі, — співвідношення влади й релігії. Для громадян Єдиної Держави їхній правитель — Благодійник — є й богом, що характерно для багатьох тоталітарних держав. Теократія у видозміненій формі була присутня й у Радянському Союзі, і у нацистській Німеччині: мала місце підміна релігії офіційною ідеологією й догматикою. Злиття влади й релігії є умовами міцності держави, але воно виключає всяку можливість наявності волі в суспільстві.
Таким чином, Євгеній Замятін у своєму романі показав майбутнє тоталітарної держави, що почала свій розвиток у Росії у двадцяті роки, таким, яким він бачив його через призму своїх думок про проблеми, що хвилювали людство протягом тисячоріч. Роман Євгенія Замятіна «Ми» був застереженням для його сучасників і їхніх нащадків, попередженням про те, що насувається небезпека втручання держави в усі сфери життя цивільного суспільства, що може забезпечуватися за рахунок строгої регламентації «математично доконаного життя», загальним доносництвом та доконаною технікою.

## Переклади та видання українською мовою
- Євґєній Замятін. Ми // пер. з рос. Оксани Торчило. — К.: Комубук, 2016. — 232 с.
- Євґєній Замятін. Ми // пер. Наталія Іванова. — Андронум, 2021. — 146 с.

## Екранізації
- Телефільм «Ми» (нім. Wir) (Німеччина, реж. Войтех Ясни[en], 1982).
- Телефільм Скляна фортеця англ. The Glass Fortress, французький науково-фантастичний короткометражний фільм 2016 року режисера Алана Борре.